# کاوخالی
کاوخالی (به لاتین: Kawkhali) یک منطقهٔ مسکونی در بنگلادش است که در ناحیه رنگماتی هیل واقع شده‌است. کاوخالی ۳۳۹٫۲۹ کیلومتر مربع مساحت و ۴۲٬۴۰۹ نفر جمعیت دارد.